# Giải bóng đá Hạng Nhất Quốc gia 2006
Giải bóng đá Hạng Nhất Quốc gia 2006, còn được gọi là Giải bóng đá Hạng Nhất Quốc gia–Cúp Alphanam/Fuji 2006 vì lý do tài trợ, là mùa giải thứ 9 của Giải bóng đá Hạng Nhất Quốc gia Việt Nam kể từ khi thành lập và là mùa giải thứ 6 của giải đấu với tư cách giải đấu bóng đá cấp độ cao thứ hai tại Việt Nam. Mùa giải này, có 14 đội bóng tham dự: Quảng Nam, Đồng Nai, Sơn Đồng Tâm Long An, Tây Ninh, Tiền Giang, Quân khu 4, Halida Thanh Hóa, Xổ số kiến thiết Lâm Đồng, Quân khu 5, Halida Thanh Hóa, Đá Mỹ Nghệ Sài Gòn, Thành phố Hồ Chí Minh, An Giang và Huda Huế. Với sự góp mặt của 14 đội bóng trên khắp cả nước tranh tài để xác định 2 suất thăng hạng lên chơi tại Giải bóng đá vô địch quốc gia và 2 suất phải xuống chơi tại Giải bóng đá hạng Nhì Quốc gia, đội bóng xếp thứ 3 phải đá trận play-off diễn ra từ 14 tháng 1 đến 19 tháng 8 2006.

## Danh sách các đội bóng tham dự
| Đội                       | Trụ sở                | Sân nhà                 | Sức chứa |
| ------------------------- | --------------------- | ----------------------- | -------- |
| Đồng Tháp                 | Cao Lãnh              | Sân vận động Cao Lãnh   | 20,000   |
| An Giang                  | Long Xuyên            | Sân vận động An Giang   | 15,000   |
| Starta-Đồng Nai           | Đồng Nai              | Sân vận động Đồng Nai   | 15,000   |
| Thể Công.Viettel          | Hà Nội                | Sân vận động Hàng Đẫy   | 20,000   |
| Quân khu 5                | Đà Nẵng               | Sân vận động Quân khu 5 | 8,000    |
| Sơn Đồng Tâm Long An      | Tân An                | Sân vận động Long An    | 20,000   |
| Xổ số kiến thiết Lâm Đồng | Đà Lạt                | Sân vận động Đà Lạt     | 20,000   |
| Tây Ninh                  | Tây Ninh              | Sân vận động Tây Ninh   |          |
| Huda-Huế                  | Huế                   | Sân vận động Tự Do      | 20,000   |
| Halida-Thanh Hoá          | Thanh Hóa             | Sân vận động Thanh Hóa  | 25,000   |
| CLB TP.Hồ Chí Minh        | Thành phố Hồ Chí Minh | Sân vận động Thống Nhất | 40,000   |
| Quảng Nam                 | Tam Kỳ                | Sân vận động Quảng Nam  | 10,000   |
| Đá Mỹ Nghệ Sài Gòn        | Thành phố Hồ Chí Minh | Sân vận động Củ Chi     | 10,000   |
| Quân khu 4                | Thành phố Hồ Chí Minh | Sân vận động Thanh Long | 10,000   |

### Cầu thủ ngoại binh và nhập tịch
Mỗi CLB phải đăng ký 5 cầu thủ ngoại nhưng chỉ ra sân là 3 cầu thủ ngoại
| Câu lạc bộ                | Cầu thủ 1                    | Cầu thủ 2                     | Cầu thủ 3                      | Cầu thủ 4                   | Cầu thủ 5                   |
| ------------------------- | ---------------------------- | ----------------------------- | ------------------------------ | --------------------------- | --------------------------- |
| Đồng Tháp                 | Dickson Loseph               | Fernando Alves                | Maxwell Eyerakpo               | Prince Ativie               |                             |
| An Giang                  | Vincent Dumisa Ngobe         | Yuthajak Konjan               | Luiz Fabiano                   | Uzoma Obiala                | Othon Bienvenus             |
| Starta-Đồng Nai           | Thawatchai Damrong-Ongtrakul | Thierry Ngaletiemon           | Suh Youn Jae                   | Nicholas Duane Addlery      | Usman Muhammed              |
| Thể Công.Viettel          | Không sử dụng cầu thủ ngoại  | Không sử dụng cầu thủ ngoại   | Không sử dụng cầu thủ ngoại    | Không sử dụng cầu thủ ngoại | Không sử dụng cầu thủ ngoại |
| Quân khu 5                | Không sử dụng cầu thủ ngoại  | Không sử dụng cầu thủ ngoại   | Không sử dụng cầu thủ ngoại    | Không sử dụng cầu thủ ngoại | Không sử dụng cầu thủ ngoại |
| Sơn Đồng Tâm Long An      | Isaac Kamu Mylyanga          | Tshamala A. Kabanga           | Josivan Lima Fonseca           | Emmanuel Izuagha            | Bruno De Souza              |
| Xổ số kiến thiết Lâm Đồng | Dio Preye                    | Anekwe Godwin                 | Yu Xiang                       | Niu Jing Long               | Audu Dominic                |
| Tây Ninh                  | Ibe Johnson                  | Buba Iliya Johnson            | Lucas Zanzarini Araujo         | Kyambadde Willy             | Thiago Augusto Ottenio      |
| Huda-Huế                  | Ulrich Munze                 | Marcelo Barbieri              | Flavio Luiz Neto da silva Cruz | Christian Nwaokorie         | Tichawanda Butler Masango   |
| Halida-Thanh Hoá          | Lawrence Kizito              | Mykola Oleksandrovych Lytovka | Wandwsi Rodgers                | Obode Efe                   | Ronald Obregon Ojeda        |
| CLB TP.Hồ Chí Minh        | Không sử dụng cầu thủ ngoại  | Không sử dụng cầu thủ ngoại   | Không sử dụng cầu thủ ngoại    | Không sử dụng cầu thủ ngoại | Không sử dụng cầu thủ ngoại |
| Quảng Nam                 | Mbungu Nsioni Luc            | Jose Gaspar Frencilino        | Ronald Martins                 | Magala Mutyaba Joseph       | Juma Benlee Dtieno          |
| Đá Mỹ Nghệ Sài Gòn        | Yuttadong Bunamporn          | Alain Nsoga                   | Kittisak Rawangpa              | Adyinka Adyemo Olalekan     | Han Young kuk               |
| Quân khu 4                | Không sử dụng cầu thủ ngoại  | Không sử dụng cầu thủ ngoại   | Không sử dụng cầu thủ ngoại    | Không sử dụng cầu thủ ngoại | Không sử dụng cầu thủ ngoại |

Bổ sung và thay thế
| Câu lạc bộ                | Cầu thủ 1                   | Cầu thủ 2                        | Cầu thủ 3                                                | Cầu thủ 4                   | Cầu thủ 5                   |
| ------------------------- | --------------------------- | -------------------------------- | -------------------------------------------------------- | --------------------------- | --------------------------- |
| Đồng Tháp                 | Sydorenko Olesandr          |                                  |                                                          |                             |                             |
| An Giang                  | Ngonidzashe Mahosi          | Nza Bontamba Yves Appolinaire    |                                                          |                             |                             |
| Starta-Đồng Nai           | Issawa Singthong            | Francisco Javier Rodribues Rubio | Ulilzwelimena Vedaste (nhưng sau đó đã tự tử và qua đời) |                             |                             |
| Thể Công.Viettel          | Không sử dụng cầu thủ ngoại | Không sử dụng cầu thủ ngoại      | Không sử dụng cầu thủ ngoại                              | Không sử dụng cầu thủ ngoại | Không sử dụng cầu thủ ngoại |
| Quân khu 5                | Không sử dụng cầu thủ ngoại | Không sử dụng cầu thủ ngoại      | Không sử dụng cầu thủ ngoại                              | Không sử dụng cầu thủ ngoại | Không sử dụng cầu thủ ngoại |
| Sơn Đồng Tâm Long An      |                             |                                  |                                                          |                             |                             |
| Xổ số kiến thiết Lâm Đồng | Marcello                    | Andu                             |                                                          |                             |                             |
| Tây Ninh                  |                             |                                  |                                                          |                             |                             |
| Huda-Huế                  |                             |                                  |                                                          |                             |                             |
| Halida-Thanh Hoá          | Adeyemi Michel              |                                  |                                                          |                             |                             |
| CLB TP.Hồ Chí Minh        | Udim Etokebe                | Caldeira Dodo                    | Tchinda Takala                                           | Davis                       | Wendel                      |
| Quảng Nam                 |                             |                                  |                                                          |                             |                             |
| Đá Mỹ Nghệ Sài Gòn        | Lucas Araujo                |                                  |                                                          |                             |                             |
| Quân khu 4                | Không sử dụng cầu thủ ngoại | Không sử dụng cầu thủ ngoại      | Không sử dụng cầu thủ ngoại                              | Không sử dụng cầu thủ ngoại | Không sử dụng cầu thủ ngoại |

## Bảng xếp hạng
| VT | Đội                           | ST | T  | B  | H  | BT | BB | HS  | Đ  | Thăng hạng hoặc xuống hạng                |
| -- | ----------------------------- | -- | -- | -- | -- | -- | -- | --- | -- | ----------------------------------------- |
| 1  | Đồng Tháp (C, P)              | 26 | 16 | 5  | 5  | 39 | 17 | +22 | 53 | Thăng hạng lên V-League 1 2007            |
| 2  | Halida Thanh Hóa (P)          | 26 | 12 | 2  | 12 | 43 | 19 | +24 | 48 | Thăng hạng lên V-League 1 2007            |
| 3  | Huda Huế                      | 26 | 9  | 5  | 12 | 34 | 28 | +6  | 39 | Thi đấu trận play–off thăng hạng          |
| 4  | Thể Công - Viettel            | 26 | 10 | 8  | 8  | 31 | 30 | +1  | 38 |                                           |
| 5  | An Giang                      | 26 | 9  | 7  | 10 | 34 | 31 | +3  | 37 |                                           |
| 6  | Sơn Đồng Tâm Long An          | 26 | 7  | 7  | 12 | 31 | 29 | +2  | 33 |                                           |
| 7  | Đồng Nai                      | 26 | 8  | 9  | 9  | 30 | 28 | +2  | 33 |                                           |
| 8  | Quảng Nam                     | 26 | 6  | 7  | 13 | 26 | 19 | +7  | 31 |                                           |
| 9  | Quân khu 4                    | 26 | 7  | 9  | 10 | 24 | 33 | −9  | 31 |                                           |
| 10 | Quân khu 5                    | 26 | 7  | 11 | 8  | 23 | 27 | −4  | 29 |                                           |
| 11 | Tây Ninh                      | 26 | 6  | 9  | 11 | 28 | 38 | −10 | 29 |                                           |
| 12 | Đá Mỹ Nghệ Sài Gòn            | 26 | 6  | 10 | 10 | 28 | 38 | −10 | 28 |                                           |
| 13 | Xổ số kiến thiết Lâm Đồng (R) | 26 | 6  | 11 | 9  | 29 | 38 | −9  | 27 | Xuống thi đấu Giải hạng Nhì Quốc gia 2007 |
| 14 | TP.Hồ Chí Minh (R)            | 26 | 5  | 14 | 7  | 23 | 44 | −21 | 22 | Xuống thi đấu Giải hạng Nhì Quốc gia 2007 |

## Lịch thi đấu và kết quả
| Lượt đi    | Lượt đi    | Lượt đi | Trận                      | Trận | Trận                                                                       | Lượt về | Lượt về    | Lượt về    |
| ---------- | ---------- | ------- | ------------------------- | ---- | -------------------------------------------------------------------------- | ------- | ---------- | ---------- |
| Ngày       | Sân        | Tỷ số   | Đội                       |      | Đội                                                                        | Tỷ số   | Sân        | Ngày       |
| 14 tháng 1 | Quân khu 4 | 1-0     | Quân khu 4                | -    | Quân khu 5                                                                 | 2-2     | Quân khu 5 | 29 tháng 4 |
| 14 tháng 1 | Thanh Hoá  | 1-0     | Halida Thanh Hoá          | -    | Thể Công Viettel                                                           | 3-3     | Hàng Đẫy   | 29 tháng 4 |
| 14 tháng 1 | Đồng Nai   | 2-1     | Đồng Nai                  | -    | Xổ số kiến thiết Lâm Đồng                                                  | 0-2     | Đức Trọng  | 29 tháng 4 |
| 14 tháng 1 | An Giang   | 1-3     | An Giang                  | -    | Đồng Tháp                                                                  | 1-1     | Cao Lãnh   | 29 tháng 4 |
| 14 tháng 1 | Tây Ninh   | 3-2     | Tây Ninh                  | -    | Sơn Đồng Tâm Long An                                                       | 0-2     | Long An    | 29 tháng 4 |
| 14 tháng 1 | Tự Do      | 0-0     | Huda Huế                  | -    | Quảng Nam                                                                  | 1-1     | Quảng Nam  | 29 tháng 4 |
| 14 tháng 1 | Thống Nhất | 2-0     | Đá Mỹ Nghệ Sài Gòn        | -    | Thành phố Hồ Chí Minh                                                      | 1-1     | Thành Long | 29 tháng 4 |
| 17 tháng 1 | Quân khu 5 | 0-0     | Quân khu 5                | -    | Halida Thanh Hoá                                                           | 0-2     | Thanh Hoá  | 6 tháng 5  |
| 17 tháng 1 | Hàng Đẫy   | 1-0     | Thể Công Viettel          | -    | Quân khu 4                                                                 | 1-3     | Quân khu 4 | 6 tháng 5  |
| 17 tháng 1 | Đức Trọng  | 2-2     | Xổ số kiến thiết Lâm Đồng | -    | An Giang                                                                   | 0-4     | An Giang   | 6 tháng 5  |
| 17 tháng 1 | Cao Lãnh   | 1-0     | Đồng Tháp                 | -    | Đồng Nai                                                                   | 2-1     | Đồng Nai   | 6 tháng 5  |
| 17 tháng 1 | Long An    | 1-0     | Sơn Đồng Tâm Long An      | -    | Đá Mỹ Nghệ Sài Gòn                                                         | 2-2     | Thống Nhất | 6 tháng 5  |
| 17 tháng 1 | Quảng Nam  | 1-1     | Quảng Nam                 | -    | Tây Ninh                                                                   | 0-1     | Tây Ninh   | 6 tháng 5  |
| 17 tháng 1 | Thành Long | 0-1     | Thành phố Hồ Chí Minh     | -    | Huda Huế                                                                   | 1-2     | Tự Do      | 6 tháng 5  |
| 21 tháng 1 | Quân khu 4 | 0-0     | Quân khu 4                | -    | Halida Thanh Hoá                                                           | 0-6     | Thanh Hoá  | 13 tháng 5 |
| 21 tháng 1 | Quân khu 5 | 1-1     | Quân khu 5                | -    | Thể Công Viettel                                                           | 0-2     | Hàng Đẫy   | 13 tháng 5 |
| 21 tháng 1 | Đồng Nai   | 1-0     | Đồng Nai                  | -    | An Giang                                                                   | 1-2-    | An Giang   | 13 tháng 5 |
| 21 tháng 1 | Đức Trọng  | 0-1     | Xổ số kiến thiết Lâm Đồng | -    | Đồng Tháp                                                                  | 0-1     | Cao Lãnh   | 13 tháng 5 |
| 21 tháng 1 | Tây Ninh   | 1-1     | Tây Ninh                  | -    | Huda Huế                                                                   | 2-6     | Tự Do      | 13 tháng 5 |
| 21 tháng 1 | Thống Nhất | 1-1     | Đá Mỹ Nghệ Sài Gòn        | -    | Quảng Nam                                                                  | 1-1     | Quảng Nam  | 13 tháng 5 |
| 21 tháng 1 | Long An    | 2-1     | Sơn Đồng Tâm Long An      | -    | Thành phố Hồ Chí Minh                                                      | 1-1     | Thành Long | 13 tháng 5 |
| 4 tháng 2  | An Giang   | 1-0     | An Giang                  | -    | Quân khu 4                                                                 | 0-0     | Quân khu 4 | 20 tháng 5 |
| 4 tháng 2  | Cao Lãnh   | 0-0     | Đồng Tháp                 | -    | Quân khu 5                                                                 | 1-0     | Quân khu 5 | 20 tháng 5 |
| 4 tháng 2  | Thanh Hoá  | 0-0     | Halida Thanh Hoá          | -    | Đồng Nai                                                                   | 0-0     | Đồng Nai   | 20 tháng 5 |
| 4 tháng 2  | Hàng Đẫy   | 3-0     | Thể Công Viettel          | -    | Xổ số kiến thiết Lâm Đồng \|\| 1-4 \|\| [Sân vận động Đức Trọng\|Đức Trọng |         |            | 20 tháng 5 |
| 4 tháng 2  | Thành Long | 1-1     | Thành phố Hồ Chí Minh     | -    | Tây Ninh                                                                   | 1-0     | Tây Ninh   | 20 tháng 5 |
| 4 tháng 2  | Quảng Nam  | 1-1     | Quảng Nam                 | -    | Sơn Đồng Tâm Long An                                                       | 2-0     | Long An    | 20 tháng 5 |
| 4 tháng 2  | Tự Do      | 1-1     | Huda Huế                  | -    | Đá Mỹ Nghệ Sài Gòn                                                         | 0-1     | Thống Nhất | 20 tháng 5 |
| 11 tháng 2 | An Giang   | 0-2     | An Giang                  | -    | Quân khu 5                                                                 | 0-3     | Quân khu 5 | 27 tháng 5 |
| 11 tháng 2 | Cao Lãnh   | 1-0     | Đồng Tháp                 | -    | Quân khu 4                                                                 | 0-2     | Quân khu 4 | 27 tháng 5 |
| 11 tháng 2 | Thanh Hoá  | 1-0     | Halida Thanh Hoá          | -    | Xổ số kiến thiết Lâm Đồng                                                  | 2-1     | Đức Trọng  | 27 tháng 5 |
| 11 tháng 2 | Hàng Đẫy   | 2-1     | Thể Công Viettel          | -    | Đồng Nai                                                                   | 1-1     | Đồng Nai   | 27 tháng 5 |
| 11 tháng 2 | Tây Ninh   | 1-1     | Tây Ninh                  | -    | Đá Mỹ Nghệ Sài Gòn                                                         | 4-1     | Thống Nhất | 27 tháng 5 |
| 11 tháng 2 | Long An    | 1-1     | Sơn Đồng Tâm Long An      | -    | Huda Huế                                                                   | 2-2     | Tự Do      | 27 tháng 5 |
| 11 tháng 2 | Quảng Nam  | 3-0     | Quảng Nam                 | -    | Thành phố Hồ Chí Minh                                                      | 0-0     | Thành Long | 27 tháng 5 |
| 18 tháng 2 | Thống Nhất | 0-1     | Đá Mỹ Nghệ Sài Gòn        | -    | An Giang                                                                   | 1-3     | An Giang   | 3 tháng 6  |
| 18 tháng 2 | Thành Long | 3-3     | Thành phố Hồ Chí Minh     | -    | Đồng Tháp                                                                  | 0-6     | Cao Lãnh   | 3 tháng 6  |
| 18 tháng 2 | Tự Do      | 0-0     | Huda Huế                  | -    | Halida Thanh Hoá                                                           | 0-4     | Thanh Hoá  | 3 tháng 6  |
| 18 tháng 2 | Quảng Nam  | 2-0     | Quảng Nam                 | -    | Thể Công Viettel                                                           | 1-2     | Hàng Đẫy   | 3 tháng 6  |
| 18 tháng 2 | Quân khu 4 | 1-1     | Quân khu 4                | -    | Tây Ninh                                                                   | 0-1     | Tây Ninh   | 3 tháng 6  |
| 18 tháng 2 | Quân khu 5 | 0-1     | Quân khu 5                | -    | Đồng Nai                                                                   | 1-1     | Đồng Nai   | 3 tháng 6  |
| 18 tháng 2 | Đức Trọng  | 1-1     | Xổ số kiến thiết Lâm Đồng | -    | Sơn Đồng Tâm Long An                                                       | 2-2     | Long An    | 3 tháng 6  |
| 25 tháng 2 | Thống Nhất | 1-0     | Đá Mỹ Nghệ Sài Gòn        | -    | Đồng Tháp                                                                  | 0-5     | Cao Lãnh   | 18 tháng 7 |
| 25 tháng 2 | Thành Long | 1-3     | Thành phố Hồ Chí Minh     | -    | An Giang                                                                   | 1-1     | An Giang   | 18 tháng 7 |
| 25 tháng 2 | Tự Do      | 1-1     | Huda Huế                  | -    | Thể Công Viettel                                                           | 2-1     | Hàng Đẫy   | 18 tháng 7 |
| 25 tháng 2 | Quảng Nam  | 0-0     | Quảng Nam                 | -    | Halida Thanh Hoá                                                           | 0-0     | Thanh Hoá  | 18 tháng 7 |
| 25 tháng 2 | Quân khu 4 | 1-1     | Quân khu 4                | -    | Đồng Nai                                                                   | 1-5     | Đồng Nai   | 18 tháng 7 |
| 25 tháng 2 | Tây Ninh   | 0-0     | Tây Ninh                  | -    | Xổ số kiến thiết Lâm Đồng                                                  | 0-0     | Đức Trọng  | 18 tháng 7 |
| 25 tháng 2 | Quân khu 5 | 1-0     | Quân khu 5                | -    | Sơn Đồng Tâm Long An                                                       | 0-1     | Long An    | 18 tháng 7 |
| 4 tháng 3  | Thanh Hoá  | 1-1     | Halida Thanh Hoá          | -    | Đá Mỹ Nghệ Sài Gòn                                                         | 2-2     | Thống Nhất | 22 tháng 7 |
| 4 tháng 3  | Hàng Đẫy   | 2-1     | Thể Công Viettel          | -    | Thành phố Hồ Chí Minh                                                      | 0-2     | Thành Long | 22 tháng 7 |
| 4 tháng 3  | An Giang   | 0-2     | An Giang                  | -    | Huda Huế                                                                   | 1-3     | Tự Do      | 22 tháng 7 |
| 4 tháng 3  | Cao Lãnh   | 1-0     | Đồng Tháp                 | -    | Quảng Nam                                                                  | 0-0     | Quảng Nam  | 22 tháng 7 |
| 4 tháng 3  | Long An    | 3-0     | Sơn Đồng Tâm Long An      | -    | Quân khu 4                                                                 | 0-1     | Quân khu 4 | 22 tháng 7 |
| 4 tháng 3  | Đức Trọng  | 1-0     | Xổ số kiến thiết Lâm Đồng | -    | Quân khu 5                                                                 | 0-3     | Quân khu 5 | 22 tháng 7 |
| 4 tháng 3  | Đồng Nai   | 1-1     | Đồng Nai                  | -    | Tây Ninh                                                                   | 0-2     | Tây Ninh   | 22 tháng 7 |
| 11 tháng 3 | Thanh Hoá  | 3-0     | Halida Thanh Hoá          | -    | Thành phố Hồ Chí Minh                                                      | 2-0     | Thành Long | 29 tháng 7 |
| 11 tháng 3 | Hàng Đẫy   | 1-0     | Thể Công Viettel          | -    | Đá Mỹ Nghệ Sài Gòn                                                         | 0-1     | Thống Nhất | 29 tháng 7 |
| 11 tháng 3 | An Giang   | 2-1     | An Giang                  | -    | Quảng Nam                                                                  | 0-0     | Quảng Nam  | 29 tháng 7 |
| 11 tháng 3 | Cao Lãnh   | 1-1     | Đồng Tháp                 | -    | Huda Huế                                                                   | 2-1     | Tự Do      | 29 tháng 7 |
| 11 tháng 3 | Tây Ninh   | 3-3     | Tây Ninh                  | -    | Quân khu 5                                                                 | 0-0     | Quân khu 5 | 29 tháng 7 |
| 11 tháng 3 | Đức Trọng  | 1-1     | Xổ số kiến thiết Lâm Đồng | -    | Quân khu 4                                                                 | 0-0     | Quân khu 4 | 29 tháng 7 |
| 11 tháng 3 | Đồng Nai   | 1-3     | Đồng Nai                  | -    | Sơn Đồng Tâm Long An                                                       | 1-1     | Long An    | 29 tháng 7 |
| 18 tháng 3 | Thống Nhất | 1-4     | Đá Mỹ Nghệ Sài Gòn        | -    | Quân khu 4                                                                 | 2-2     | Quân khu 4 | 2 tháng 8  |
| 18 tháng 3 | Thành Long | 3-1     | Thành phố Hồ Chí Minh     | -    | Quân khu 5                                                                 | 3-0     | Quân khu 5 | 2 tháng 8  |
| 18 tháng 3 | Tự Do      | 1-1     | Huda Huế                  | -    | Đồng Nai                                                                   | 0-1     | Đồng Nai   | 2 tháng 8  |
| 18 tháng 3 | Quảng Nam  | 5-0     | Quảng Nam                 | -    | Xổ số kiến thiết Lâm Đồng                                                  | 3-3     | Đức Trọng  | 2 tháng 8  |
| 18 tháng 3 | Thanh Hoá  | 3-1     | Halida Thanh Hoá          | -    | Đồng Tháp                                                                  | 1-3     | Cao Lãnh   | 2 tháng 8  |
| 19 tháng 3 | Hàng Đẫy   | 1-1     | Thể Công Viettel          | -    | Tây Ninh                                                                   | 2-0     | Tây Ninh   | 2 tháng 8  |
| 19 tháng 3 | Long An    | 1-1     | Sơn Đồng Tâm Long An      | -    | An Giang                                                                   | 1-1     | An Giang   | 2 tháng 8  |
| 25 tháng 3 | Thống Nhất | 3-1     | Đá Mỹ Nghệ Sài Gòn        | -    | Quân khu 5                                                                 | 0-1     | Quân khu 5 | 5 tháng 8  |
| 25 tháng 3 | Thành Long | 1-1     | Thành phố Hồ Chí Minh     | -    | Quân khu 4                                                                 | 0-1     | Quân khu 4 | 5 tháng 8  |
| 25 tháng 3 | Tự Do      | 1-0     | Huda Huế                  | -    | Xổ số kiến thiết Lâm Đồng                                                  | 2-2     | Đức Trọng  | 5 tháng 8  |
| 25 tháng 3 | Quảng Nam  | 1-0     | Quảng Nam                 | -    | Đồng Nai                                                                   | 1-2     | Đồng Nai   | 5 tháng 8  |
| 25 tháng 3 | Cao Lãnh   | 0-1     | Đồng Tháp                 | -    | Tây Ninh                                                                   | 1-0     | Tây Ninh   | 5 tháng 8  |
| 25 tháng 3 | Hàng Đẫy   | 2-0     | Thể Công Viettel          | -    | Sơn Đồng Tâm Long An                                                       | 0-0     | Long An    | 5 tháng 8  |
| 25 tháng 3 | Thanh Hoá  | 2-1     | Halida Thanh Hoá          | -    | An Giang                                                                   | 0-0     | An Giang   | 5 tháng 8  |
| 1 tháng 4  | Quân khu 4 | 0-0     | Quân khu 4                | -    | Huda Huế                                                                   | 1-3     | Tự Do      | 12 tháng 8 |
| 1 tháng 4  | Quân khu 5 | 0-0     | Quân khu 5                | -    | Quảng Nam                                                                  | 1-0     | Quảng Nam  | 12 tháng 8 |
| 1 tháng 4  | Đồng Nai   | 2-2     | Đồng Nai                  | -    | Đá Mỹ Nghệ Sài Gòn                                                         | 0-1     | Thống Nhất | 12 tháng 8 |
| 1 tháng 4  | Đức Trọng  | 2-0     | Xổ số kiến thiết Lâm Đồng | -    | Thành phố Hồ Chí Minh                                                      | 0-1     | Thành Long | 12 tháng 8 |
| 1 tháng 4  | Tây Ninh   | 2-3     | Tây Ninh                  | -    | Halida Thanh Hoá                                                           | 1-5     | Thanh Hoá  | 12 tháng 8 |
| 1 tháng 4  | An Giang   | 1-1     | An Giang                  | -    | Thể Công Viettel                                                           | 3-3     | Hàng Đẫy   | 12 tháng 8 |
| 1 tháng 4  | Long An    | 0-3     | Sơn Đồng Tâm Long An      | -    | Đồng Tháp                                                                  | 0-1     | Cao Lãnh   | 12 tháng 8 |
| 8 tháng 4  | Quân khu 4 | 2-1     | Quân khu 4                | -    | Quảng Nam                                                                  | 0-1     | Quảng Nam  | 19 tháng 8 |
| 8 tháng 4  | Quân khu 5 | 1-2     | Quân khu 5                | -    | Huda Huế                                                                   | 2-0     | Tự Do      | 19 tháng 8 |
| 8 tháng 4  | Đồng Nai   | 3-0     | Đồng Nai                  | -    | Thành phố Hồ Chí Minh                                                      | 3-1     | Thành Long | 19 tháng 8 |
| 8 tháng 4  | Đức Trọng  | 2-0     | Xổ số kiến thiết Lâm Đồng | -    | Đá Mỹ Nghệ Sài Gòn                                                         | 5-3     | Thống Nhất | 19 tháng 8 |
| 8 tháng 4  | Tây Ninh   | 1-2     | Tây Ninh                  | -    | An Giang                                                                   | 0-3     | An Giang   | 19 tháng 8 |
| 8 tháng 4  | Long An    | 3-0     | Sơn Đồng Tâm Long An      | -    | Halida Thanh Hoá                                                           | 2-2     | Thanh Hoá  | 19 tháng 8 |
| 8 tháng 4  | Cao Lãnh   | 1-0     | Đồng Tháp                 | -    | Thể Công Viettel                                                           | 0-1     | Hàng Đẫy   | 19 tháng 8 |

## Play-offV-League 2007
Giữa đội xếp thứ 12 giải chuyên nghiệp và đội xếp thứ 3 giải hạng nhất.
| Misustar Haier Hải Phòng | 1–1 (hiệp phụ) 3–4 (phạt đền) | Huda Huế             |
| ------------------------ | ----------------------------- | -------------------- |
| Julien 35'               |                               | Marcelo Barbieri 21' |

## Tổng kết mùa giải
- Vô địch: Đồng Tháp
- Lên hạng chuyên nghiệp: Đồng Tháp và Thanh Hóa
- Đá play-off với đội xếp thứ 12 giải chuyên nghiệp: Huda Huế
- Xuống hạng nhì: Thành phố Hồ Chí Minh (đây là đội bóng đá lấy nòng cốt là câu lạc bộ Thành Long và mang tên Câu lạc bộ Thành phố Hồ Chí Minh, cần phải ghi chú rõ ràng tránh nhầm lẫn với tên sau này của câu lạc bộ Cảng Sài Gòn, cũng đổi tên như trên) và Lâm Đồng
- Vua phá lưới: Đặng Phương Nam (10, Thể Công) - 14 bàn thắng
- Giải phong cách: Câu lạc bộ bóng đá Đồng Tháp
- Tổng hợp: 425 bàn thắng (2,3 bàn/trận); 678 thẻ vàng (3,8 thẻ/trận); 49 thẻ đỏ (0,26 thẻ/trận); 460.200 khán giả (2.528 người/trận).